# كارل إف. إتش هنري
كارل إف. إتش هنري (بالإنجليزية: Carl F. H. Henry)‏ هو صحفي أمريكي، ولد في 22 يناير 1913، وتوفي في 7 ديسمبر 2003.